# Bill Ponsford
William Harold Ponsford, dit Bill Ponsford, est un joueur de cricket international australien né le 19 octobre 1900 à Fitzroy North dans l'État de Victoria et mort le 6 avril 1991 à Kyneton. Batteur, il débute avec l'équipe de Victoria en 1921 puis avec l'équipe d'Australie en 1924. Il dispute vingt-neuf test-matchs au cours d'une carrière internationale achevée en 1934.
En 1923, il bat le record du monde de runs en une manche en first-class cricket, lors de sa quatrième rencontre à ce niveau. Il améliore ce record cinq ans plus tard, une performance unique dans l'histoire, avec un score de 437 runs.

## Biographie

### Carrière de joueur de cricket

#### Des records en début de carrière
De nombreux joueurs de cricket sont indisponibles à cause de la Première Guerre mondiale et la création de la First Australian Imperial Force. Ponsford fait alors ses débuts avec St Kilda en première division de grade cricket, le niveau juste en dessous des compétitions nationales, lors de la saison 1916–1917, une semaine avant son seizième anniversaire. La rencontre oppose son ancienne équipe de Fitzroy et se joue Brunswick Street Oval. Ses coups manquent de puissance, et il est éliminé après avoir marqué douze runs. Il dispute un total de dix rencontres lors de cette première saison avec la première équipe de St Kilda et la termine avec une moyenne à la batte de seulement 9,30. En 1918-1919, il réussit les meilleures moyennes à la batte et au lancer du club, respectivement 33 et 16,50.
Même s'il ne réussit pas à marquer de century pour St Kilda, ce qu'il ne corrigera pas avant la saison 1923-1924, il est sélectionné en février 1921 par l'équipe de Victoria pour affronter l'Angleterre, qui effectue en tournée dans le pays. Ce sont ses débuts en cricket first-class,. Cette sélection est loin de faire l'unanimité. Personnage important du cricket à Victoria et capitaine de l'équipe d'Australie, Warwick Armstrong est écarté pour ce match. Des manifestants en colère protestent contre ce qu'il pensent être une persécution d'Armstrong par les dirigeants sportifs. Lorsqu'il se rend au Melbourne Cricket Ground (MCG) pour disputer le match, Ponsford marche au milieu de manifestants qui arborent des pancartes dénonçant sa sélection au détriment de Warwick Armstrong. Les Victoriens sont largement battus par les Anglais de Johnny Douglas. Ponsford marque six runs dans la première manche et 19 dans la seconde. Le même mois, Ponsford réussit le premier century de sa carrière à ce niveau lorsqu'il accumule 162 runs contre la Tasmanie au NTCA Ground de Launceston
Pour la rencontre face à la Tasmanie disputée au MCG du 2 au 5 février 1923, Ponsford est nommé capitaine d'une équipe de Victoria qui comporte plusieurs jeunes prometteurs. C'est seulement sa troisième rencontre first-class. Battant pendant près de huit heures, il réalise un score de 429 runs, un record du monde à ce niveau,, dépassant ainsi les 424 runs de l'ancien capitaine anglais Archie MacLaren. Les Victoriens accumulent 1059 runs dans leur manche, ce qui est aussi un record du monde. Le score doit être peint sur le panneau d'affichage, qui n'est pas prévu pour afficher quatre chiffres.
Henry Forster, Gouverneur général d'Australie, visite les vestiaires et félicite Bill Ponsford, qui reçoit des télégrammes du monde entier. L'un d'eux est envoyé par Frank Woolley, auparavant détenteur de la meilleure marque contre les Tasmaniens. Archie McLaren n'est pas aussi élogieux. Il considère que les deux équipes sont loin d'avoir le niveau « first-class » et que le record ne devrait pas être reconnu. Les matchs disputés par la Tasmanie sont pourtant bel et bien catégorisés dans cette forme de jeu depuis 1908. Suivent un échange de lettres entre MacLaren et la Victorian Cricket Association, tandis que la presse populaire spécule sur de possibles motivations politiques. Le Wisden Cricketers' Almanack reconnaît pourtant bien le record de Ponsford.
Sélectionné pour sa première rencontre de Sheffield Shield contre l'Australie-Méridionale trois semaines plus tard, Ponsford réussit un score de 108 runs. Au cours de la saison 1923-1924, il continue à marquer des scores imposants. Contre Queensland, en décembre, il en réussit 248 en une manche et partage un partnership de 456 runs avec Edgar Mayne. Plus tard dans la saison, il réussit deux centuries contre la Nouvelle-Galles du Sud, 110 dans chaque manche.

## Bilan sportif

### Principales équipes
|           | Test                  |
| --------- | --------------------- |
| Australie | 1924 - 1934           |
|           | First-class           |
| Victoria  | 1920-1921 - 1932-1933 |

### Statistiques

#### En first-class cricket
- Plus grand nombre de matchs consécutifs joués en marquant un century dans au moins un des innings : 10.
- Premier joueur à avoir réussi deux quadruple-centuries.
  - Seul Brian Lara a égalé cette performance à ce jour.
- Un des trois seuls joueurs à avoir réussi au moins quatre triple-centuries.
  - Seuls Donald Bradman (6) et Wally Hammond (4) ont réussi la même performance à ce jour.

## Honneurs
- Un des cinq Wisden Cricketers of the Year de l'année 1935[14].
- Membre de l'Australian Cricket Hall of Fame depuis 1996 (membre inaugural).
- Membre de l'« équipe du (vingtième) siècle » désignée par l'Australian Cricket Board en 2000[15].